# Tourelle de mitrailleuses modèle 1899

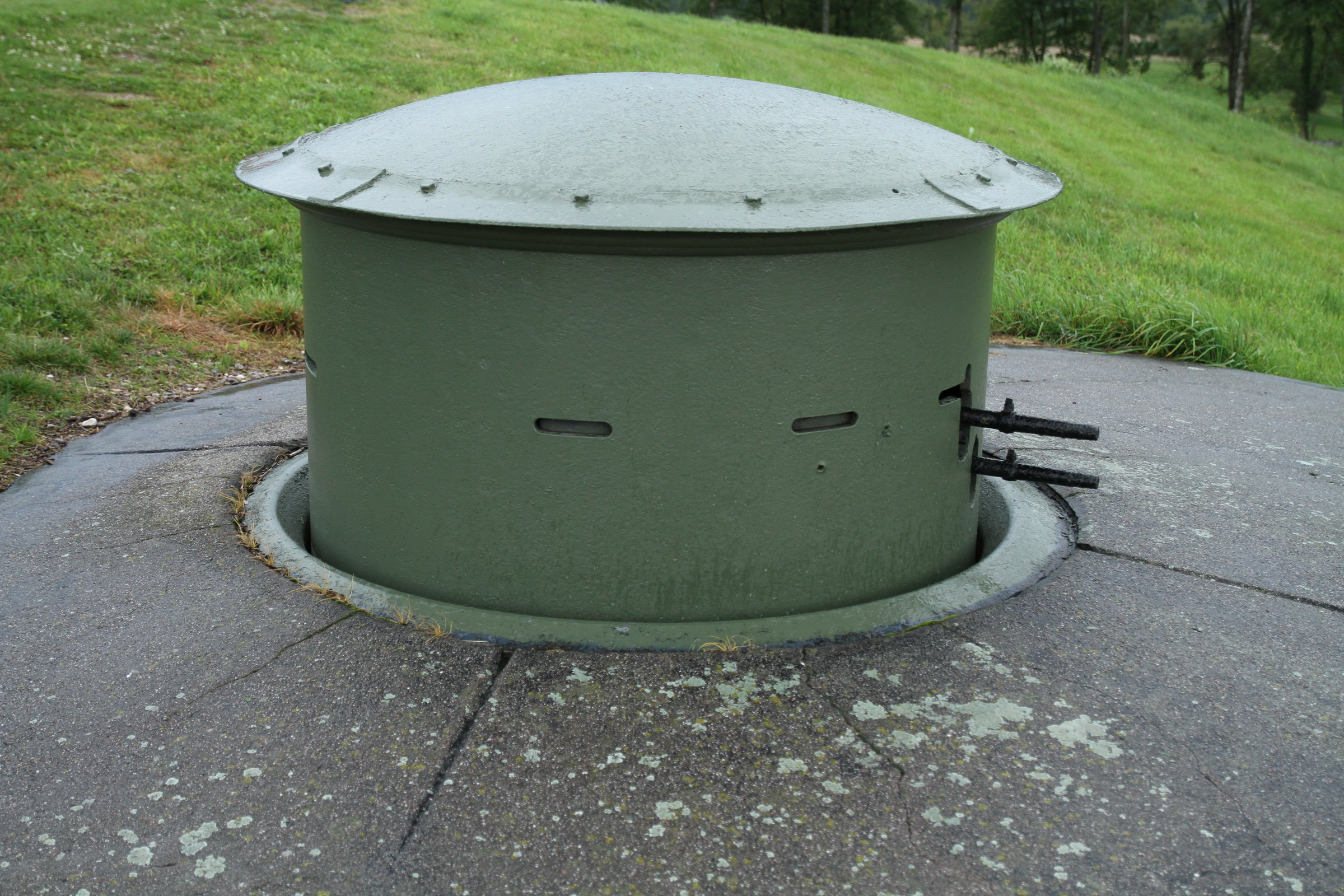
Tourelle de mitrailleuses modèle 1899 en batterie (fort d'Uxegney, près d'Épinal).

La tourelle de mitrailleuses modèle 1899 est l'un des types de tourelle qui équipent les forts Séré de Rivières. Il s'agit d'un modèle de tourelle à éclipse, installé en saillie sur un fort, d'abord armée avec une seule mitrailleuse (tourelle type GF3 en 1895) puis avec deux (type GF4 en 1899). Son rôle est de défendre les dessus de ce fort contre les assauts d'infanterie.

## Caractéristiques
La tourelle fait 1,31 mètre à l'extérieur pour un poids total de 25 tonnes. Sa partie mobile est mise manuellement en batterie par un seul homme en environ 4 secondes grâce à un contrepoids qui équilibre l'ensemble grâce à des poulies.
Une fois en batterie, la muraille dépasse de 83 centimètres au-dessus de son avant-cuirasse. La rotation est assurée par les hanches du tireur.
Un ventilateur à main est installé de 1912 à 1915 pour limiter les cas d'intoxication au monoxyde de carbone.
Son armement est d'abord en 1895 (type GF3) d'une mitrailleuse Gatling à sept canons de 8 mm capable de tirer 500 coups par minute, puis à partir de 1899 (type GF4) de deux mitrailleuses Hotchkiss modèle 1900 toujours de 8 mm en jumelage (pour tirer alternativement en laissant à l'une le temps de se refroidir) capables de tirer chacune à 700 coups par minute. Ces mitrailleuses étant plus longues, elles sont donc placées sur un berceau coulissant que le servant doit pousser pour faire dépasser les tubes avant de tirer.
Le blindage de la tourelle est de 120 mm de fer laminé pour le toit et de 15 puis 20 mm d'acier au chrome pour la muraille. Une fois la tourelle éclipsée, la toiture repose sur les voussoirs d'acier de l'avant-cuirasse scellées dans la dalle de béton du bloc.
À partir de 1905, un système de pointage automatique est installé, permettant de tirer la nuit sur le glacis du fort : une bande métallique, reproduisant le relief du terrain à battre, est fixée dans la chambre de tir ; un bras parcourt cette bande et pointe les mitrailleuses à la hauteur appropriée pendant la rotation.

## Liste des tourelles
101 tourelles du modèle 1899 (1 du type GF3 et 100 du type GF4) ont été commandées auprès des sociétés Fives-Lille, Batignolles, Schneider et Châtillon-Commentry ; 89 seront fabriquées et 87 seront installées sur les forts Séré de Rivières de 1899 et 1914.
| Ouvrage       | Numéros de tourelle |
| ------------- | ------------------- |
| Petite-Synthe | 50 et 51            |

| Ouvrage  | Numéros de tourelle |
| -------- | ------------------- |
| Bourdiau | 84 et 85            |
| Hautmont | 83                  |

| Forts        | Numéros de tourelle | Forts        | Numéros de tourelle |
| ------------ | ------------------- | ------------ | ------------------- |
| Haudainville | 4 et 5              | Sartelles    | 22 et 23            |
| Douaumont    | 10 et 11            | Landrecourt  | 26 et 27            |
| Dugny        | 12 et 13            | Bois-Bourrus | 26, 27 et 30        |
| Rozelier     | 14, 15 et 16        | la Falouse   | 33                  |
| Thiaumont    | 17                  | Choisel      | 41 et 42            |
| Froideterre  | 18 et 19            | Moulainville | 43 et 44            |
| Charny       | 20                  | Regret       | 45 et 46            |
| Déramé       | 21                  |              |                     |

| Fort      | Numéro de tourelle |
| --------- | ------------------ |
| Liouville | 52                 |

| Forts         | Numéros de tourelle | Forts        | Numéros de tourelle |
| ------------- | ------------------- | ------------ | ------------------- |
| Bruley        | 24                  | Vieux-Canton | 36 et 65            |
| Villey-le-Sec | 25                  | Francheville | 37                  |
| Gondreville   | 31                  | Chanot       | 38 et 39            |
| Trondes       | 32                  | Écrouves     | 40                  |
| Domgermain    | 34                  | Blénod       | 66 et 67            |
| Mordant       | 35                  | Tillot       | 74                  |

| Forts       | Numéros de tourelle |
| ----------- | ------------------- |
| Manonviller | 1                   |
| Frouard     | 47, 48 et 49        |

| Forts     | Numéros de tourelle | Forts      | Numéros de tourelle |
| --------- | ------------------- | ---------- | ------------------- |
| Longchamp | 68 et 69            | Deyvillers | 62 et 63            |
| Adelphes  | 60                  | Dogneville | 64                  |
| Uxegney   | 81 et 82            |            |                     |

| Forts  | Numéros de tourelle |
| ------ | ------------------- |
| Arches | 6, 7, 8 et 9        |

| Forts      | Numéros de tourelle | Forts       | Numéros de tourelle |
| ---------- | ------------------- | ----------- | ------------------- |
| Fougerais  | 53 et 54            | Bessoncourt | 58 et 59            |
| Roppe      | 55, 56 et 57        | Haut-Bois   | 61                  |
| Bois-d'Oye | 77, 78 et 79        | Chèvremont  | 73                  |
| Meroux     | 75 et 76            | Vézelois    | 71 et 72            |

| Fort   | Numéros de tourelle |
| ------ | ------------------- |
| Vulmix | 86 et 87            |

| Fort         | Numéros de tourelle |
| ------------ | ------------------- |
| Djebel Kebir | 2 et 3              |

Deux tourelles destinées à des forts de la place de Belfort n'étaient pas installées en 1914. Le 26 mai 1913, l’armée commande 12 tourelles à la Société des Batignolles, aucune ne sera achevée en juillet 1914.